# Jungeuropa Verlag

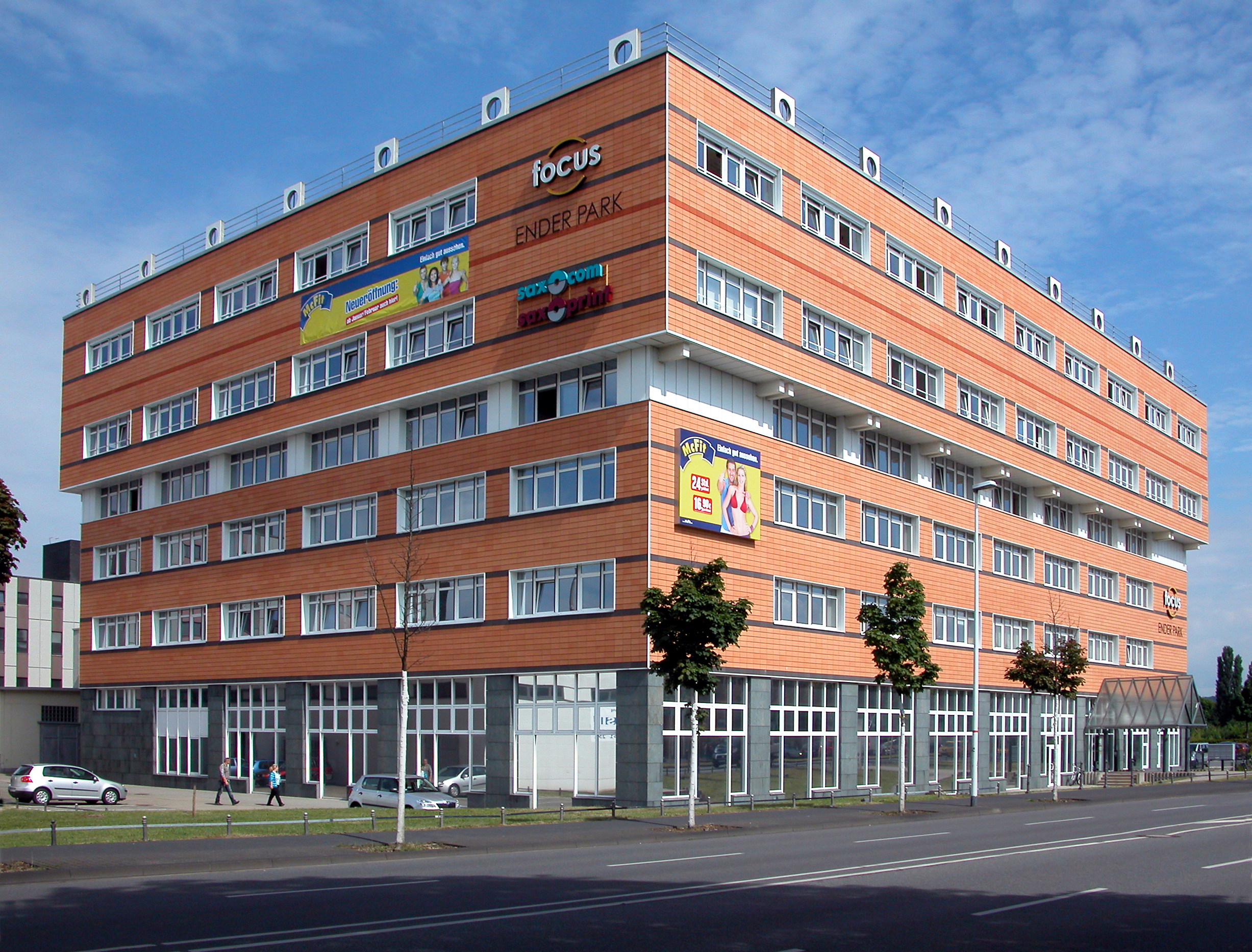
Verlagssitz in der Enderstraße in Dresden-Seidnitz

Der Jungeuropa Verlag ist ein deutscher Verlag des Aktivisten der Neuen Rechten Philip Stein.
Seit 2016 betreibt Stein den Jungeuropa Verlag mit Sitz in Dresden, der Übersetzungen neurechter, rechtsextremer und faschistischer Autoren veröffentlicht, aber auch Autoren anderer Provenienz verlegt. Der Jungeuropa Verlag veröffentlicht seit 2016 den Podcast Von rechts gelesen.
Aufgrund der Teilnahme des Verlags an der Frankfurter Buchmesse 2021 sagten mehrere Gäste und Autoren den Besuch der Buchmesse ab. So sah sich Jasmina Kuhnke in „persönlich unübersehbar gegenwärtiger“ Gefahr. Nach ihr folgten Absagen von Messeauftritten durch Ciani-Sophia Hoeder, Aminata Touré, Annabelle Mandeng, Nikeata Thompson, Raul Krauthausen und Riccardo Simonetti sowie Aufrufe, aus Solidarität die Messe zu boykottieren. Messedirektor Juergen Boos verwies hingegen auf die Meinungsfreiheit als einen „der Grundpfeiler der Buchmesse“: „Wir können niemanden ausschließen, können hier keine Zensur ausüben, egal, ob mir diese Leute passen, ob ich sie unerträglich finde.“ Er verwies zudem darauf, dass die Sicherheitsmaßnahmen auf der Buchmesse „extrem hoch“ seien. Patrick Bahners verteidigte in der FAZ die Weigerung der Messe, dem Verlag den Messestand zu kündigen. Die Buchmesse sei keine staatliche Veranstaltung, und in Büchern dürfe auch vorgeschlagen werden, die Verfassung Satz für Satz zu ändern oder komplett abzuschaffen.
Der Jungeuropa Verlag ist Gegenstand mehrerer kritischer Monographien zur Neuen Rechten in Deutschland.
Im Jahr 2023 klagte der Europa Verlag gegen den Jungeuropa Verlag wegen einer vermeintlichen Markenrechtsverletzung.

## Autoren (Auswahl)
- Alain de Benoist
- Robert Brasillach
- Antonín Brousek (Nachwort)
- Pierre Drieu la Rochelle
- David Engels (Vorwort)
- Guillaume Faye
- Lothar Fritze
- Diego Fusaro
- Hermann Heller
- Benedikt Kaiser
- Martin Lichtmesz (Vorwort)
- Christian de la Mazière
- Henri Massis
- Emanuel Moravec
- Michel Onfray
- Julien Rochedy
- Martin Sellner (Vorwort)
- Richard B. Spencer (Vorwort)
- Eberhard Straub
- Mykola Sziborskyj
- Derek Turner
- Dominique Venner
- Thor von Waldstein (Vorwort)